# The Game Awards
The Game Awards là một giải thưởng thường niên tôn vinh những thành tựu trong ngành công nghiệp trò chơi điện tử. Được thành lập vào năm 2014, các kỳ trao thưởng được tổ chức bởi nhà báo game Geoff Keighley, người cũng đã tham gia tổ chức giải thưởng tiền nhiệm của nó, Giải thưởng Trò chơi điện tử Spike, trong hơn mười năm. Ngoài việc trao giải, The Game Awards cũng giới thiệu các trò chơi mới và góc nhìn chuyên sâu về những trò chơi đã công bố trước đó.

## Quá trình đưa ra kết quả
Giải thưởng Trò chơi có một ủy ban cố vấn bao gồm đại diện từ các nhà sản xuất phần cứng Microsoft, Sony, Nintendo và AMD, cùng với một số nhà xuất bản trò chơi. Ủy ban này chọn khoảng 30 tổ chức tin tức trò chơi điện tử có ảnh hưởng có thể đề cử và sau đó bỏ phiếu cho trò chơi điện tử ở một số hạng mục. Nếu không thì ủy ban cố vấn không tham gia vào quá trình đề cử hoặc bỏ phiếu. Trong vòng đề cử, mỗi tờ báo cung cấp danh sách các trò chơi ở một số hạng mục; trò chơi cho các danh mục liên quan đến thể thao điện tử được chọn bởi một tập hợp con cụ thể của các cửa hàng này. Ủy ban tổng hợp các đề cử và chọn ra các trò chơi được đề cử nhiều nhất để bỏ phiếu bởi chính các tổ chức này. Trước năm 2017, đã có 28 chuyên gia và đại diện trong ngành lựa chọn người chiến thắng, trong khi các giải thưởng từ năm 2017 trở đi đã sử dụng hơn 50 chuyên gia như vậy. Vào năm 2019, các ấn phẩm truyền thông không phải tiếng Anh đã được thêm vào ban giám khảo. 
Người chiến thắng được xác định bằng một cuộc bỏ phiếu hỗn hợp giữa ban giám khảo bỏ phiếu (90%) và bình chọn của người hâm mộ công khai (10%) thông qua phương tiện truyền thông xã hội.
Nói chung, chỉ những trò chơi được phát hành trước một ngày cụ thể trong tháng 11 mới đủ điều kiện để được đề cử trong giải thưởng của năm. Vì ban giám khảo phải đưa ra đề cử của họ trong vài tuần trước ngày này, điều này có thể khiến một số trò chơi dự kiến được lên kế hoạch phát hành ngay trước ngày đó sẽ không có đại diện trong các đề cử, vì ban giám khảo phải duyệt trước các bản đánh giá phát hành và không phiên bản cuối cùng.

## Danh sách các buổi lễ
| Sự kiện | Ngày              | Trò chơi của năm                        | Địa điểm                        | Lượt xem (triệu)  |
| ------- | ----------------- | --------------------------------------- | ------------------------------- | ----------------- |
| 2014    | 5 tháng 12, 2014  | Dragon Age: Inquisition                 | The AXIS (Las Vegas)            | 1.9               |
| 2015    | 3 tháng 12, 2015  | The Witcher 3: Wild Hunt                | Microsoft Theater (Los Angeles) | 2.3               |
| 2016    | 1 tháng 12, 2016  | Overwatch                               | Microsoft Theater (Los Angeles) | 3.8               |
| 2017    | 7 tháng 12, 2017  | The Legend of Zelda: Breath of the Wild | Microsoft Theater (Los Angeles) | 11.5              |
| 2018    | 6 tháng 12, 2018  | God of War 2018                         | Microsoft Theater (Los Angeles) | 26.2              |
| 2019    | 12 tháng 12, 2019 | Sekiro: Shadows Die Twice               | Microsoft Theater (Los Angeles) | 45.2              |
| 2020    | 10 tháng 12, 2020 | The Last of Us Part II                  | Trực tuyến ảo                   | 83                |
| 2021    | 9 tháng 12, 2021  | It Takes Two                            | Microsoft Theater (Los Angeles) | 85                |
| 2022    | 8 tháng 12, 2022  | Elden Ring                              | Microsoft Theater (Los Angeles) | 103               |
| 2023    | 7 tháng 12, 2023  | Baldur's Gate 3                         | Peacock Theater (Los Angeles)   | [ chưa xác định ] |
| 2024    | 12 tháng 12, 2024 | Astro Bot                               | Peacock Theater (Los Angeles)   | [ chưa xác định ] |

1. ↑  Do ảnh hưởng Đại dịch COVID-19.